# Pierre Cuypers
Petrus Josephus Hubertus Cuypers (Roermond, 16 de mayo de 1827 - ibidem, 3 de marzo de 1921), llamado Pierre Cuypers fue un arquitecto neerlandés, asociado con dos de sus obras más conocidas, la Estación Central (1881-1889) y el Rijksmuseum (1876-1885), ambas en Ámsterdam. Cuypers fue esencialmente un arquitecto de iglesias, y también de capillas y monasterios. Diseñó más de cien, de las que alrededor de setenta fueron construidas. También restauró muchos monumentos, entre ellos una docena de edificios religiosos antiguos. La restauración a menudo iba acompañada de una ampliación o metamorfosis del edificio al estilo de Cuypers. Los interiores neogóticos que diseñó fueron mutilados casi sistemáticamente en años posteriores, en una búsqueda de recuperar el edificio original. También diseñó el trono en el que el rey pronuncia el discurso del trono todos los años durante el Prinsjesdag (Día del Príncipe). Ese trono data de 1904.
Cuypers influyó mucho en la arquitectura de los Países Bajos, desde su hijo, el arquitecto Joseph Cuypers y a sus muchos estudiantes, hasta arquitectos como H.P. Berlage y Michel de Klerk. 
Con motivo de su 180.º aniversario, el año 2007-2008 fue declarado el año Cuypers. Una extensa monografía y la primera biografía de Cuypers se publicaron en septiembre de 2007. En 2011, se inauguró en Roermond la Cuypershuis, un museo ubicado en su residencia original y talleres.

## Biografía

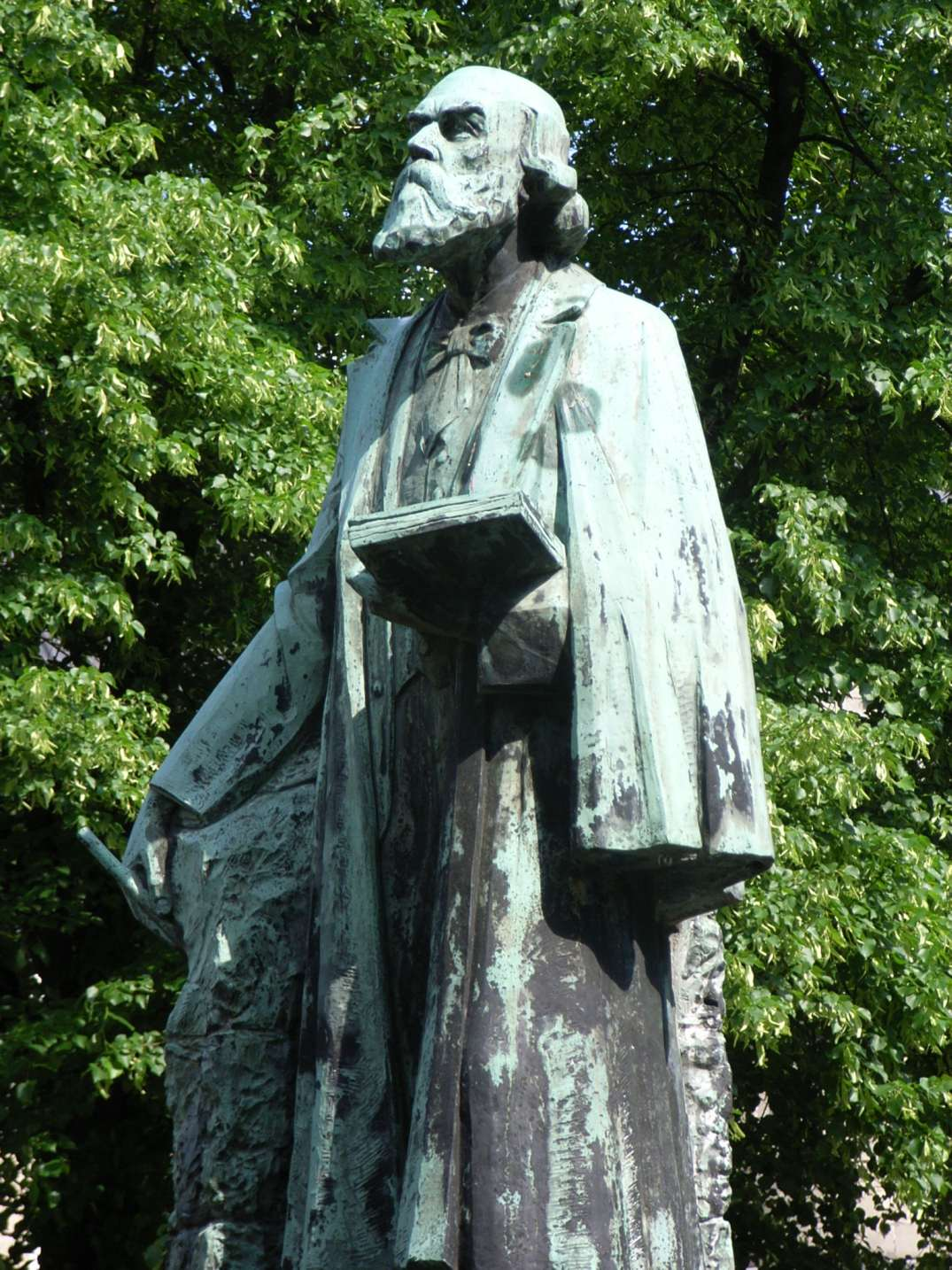
Estatua de Pierre Cuypers (obra de August Falise), Munsterplein, Roermond

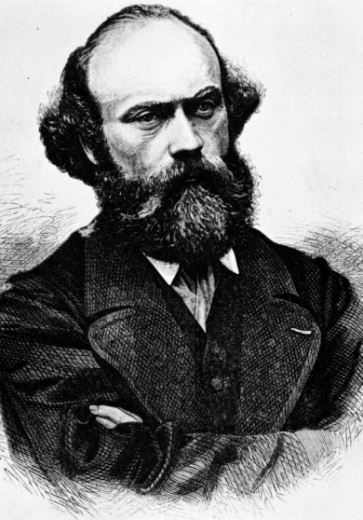
Pierre Cuypers

Cuypers era el hijo de un pintor de iglesias y se crio en un entorno en el que se alentaba el interés por el arte. Después de estudiar en el colegio en Roermond, se trasladó a Amberes en 1844 para estudiar arquitectura en la Kunstacademie (Academia de arte) . Allí recibió lecciones de Frans Andries Durlet, Frans Stoop Berckmans y Ferdinand Beckmans, todos pioneros de la arquitectura neogótica en Bélgica. Cuypers era un buen estudiante, y en 1849 obtuvo el Premio Excelencia de la Academia.
Después de una gira por Renania regresó a Roermond, donde fue nombrado arquitecto de la ciudad en 1851. 
El trabajo eclesiástico de Cuypers estuvo muy influenciado en sus inicios por la arquitectura francesa del siglo XIII y por los escritos de sus amigos Eugène Viollet-le-Duc y J. A. Alberdingk Thijm. Cuypers construyó un gran número de iglesias repartidas por todos los Países Bajos, en las que la influencia francesa desempeñó un papel destacado. Lo más sobresaliente de este primer período son la iglesia de Lambert en Veghel y la iglesia de Catharina de Eindhoven, entre otras. Desde 1870 en adelante el estilo de Cuypers se vio más influenciado por el estilo gótico nativo de los Países Bajos, así como por los estilos gótico de otros países como Noruega e Italia. En esta segunda parte de su carrera construyó algunos de sus mejores trabajos. Desde 1883 en adelante, colaboró con su hijo Joseph Cuypers en gran parte de sus trabajos.

## Rijksmuseum de Ámsterdam
Edificio construido entre 1876 y 1885 por Cuypers, que combinó elementos de la arquitectura gótica y renacentistas, decorándolo ricamente con referencias a la historia del arte holandés. El edificio ocupa un destacado lugar en la Museumplein (Plaza de los museos), cerca del Museo van Gogh y el Museo Stedelijk.

## Galería de su obra

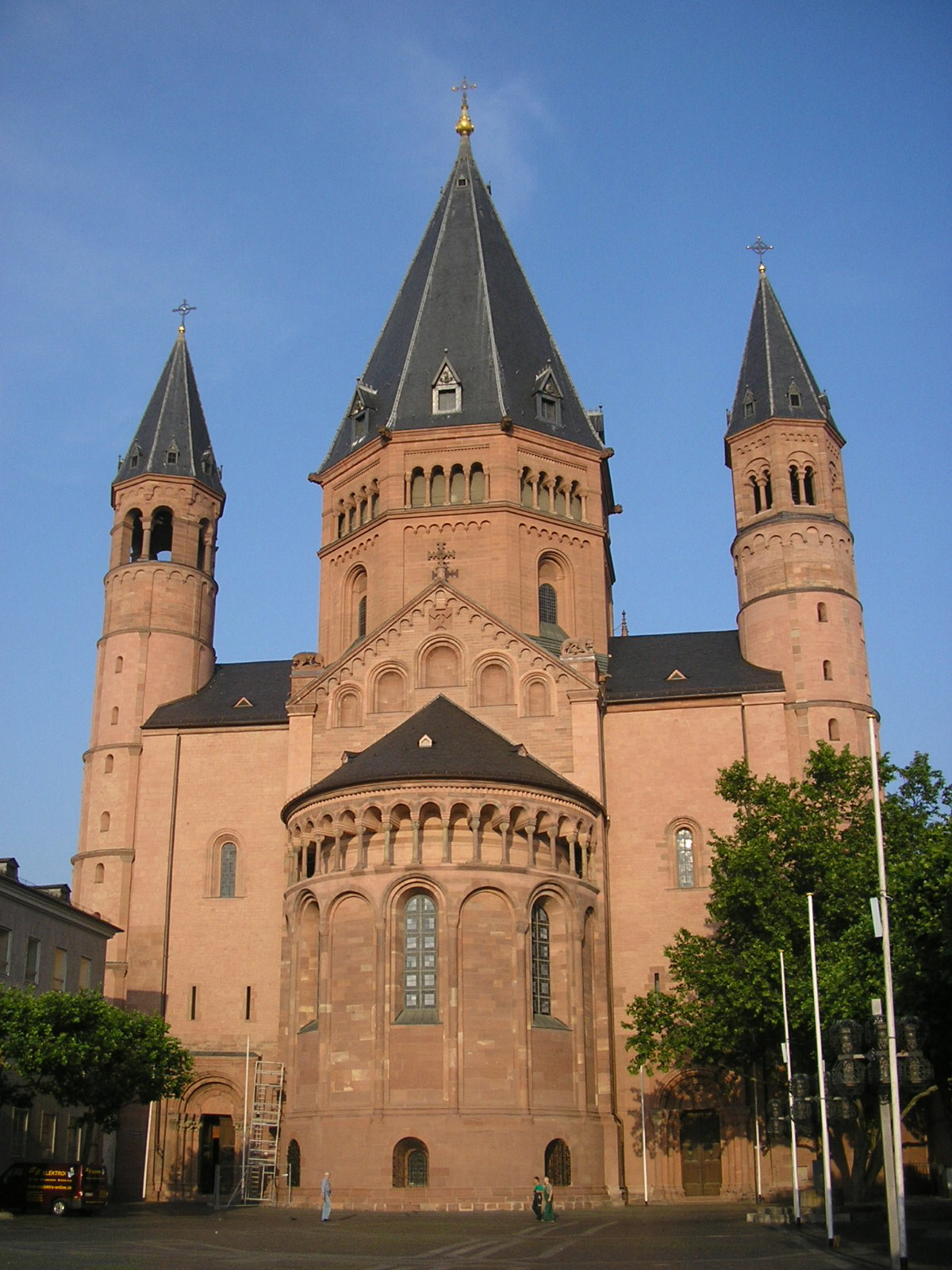
Catedral de Maguncia vista desde el este. La torre central es obra de Cuypers en 1875.
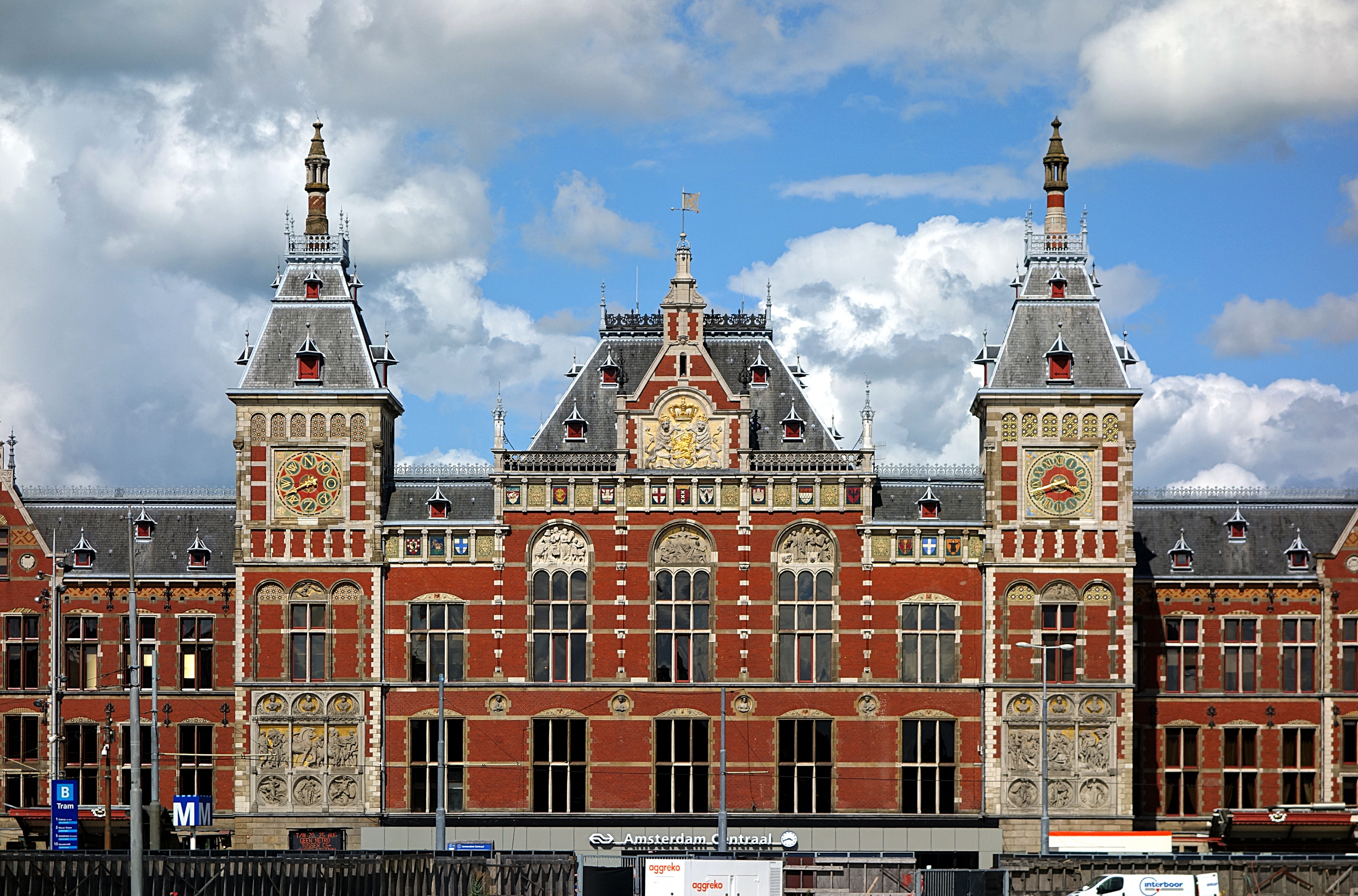
Estación Central de Ámsterdam
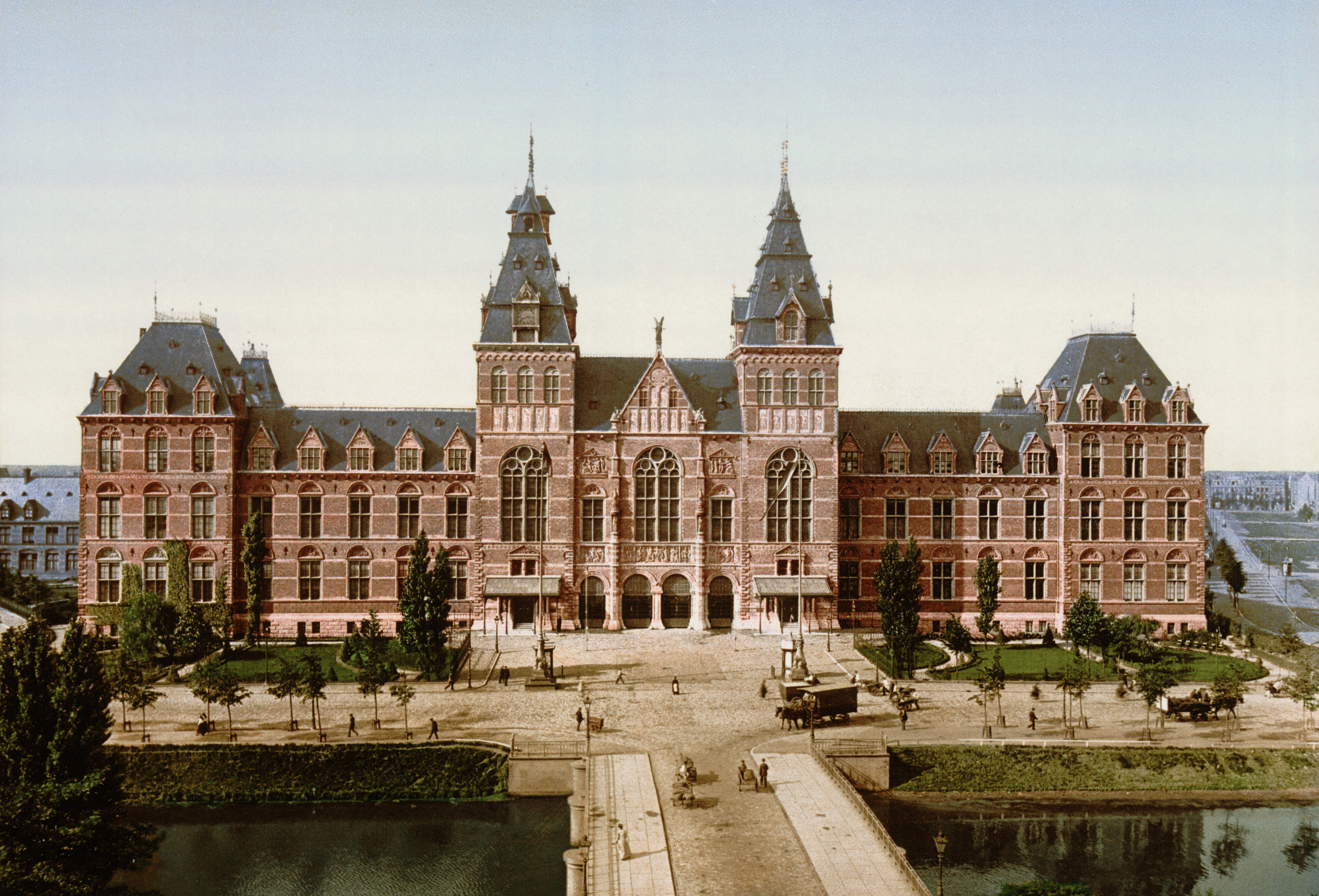
Rijksmuseum, Ámsterdam
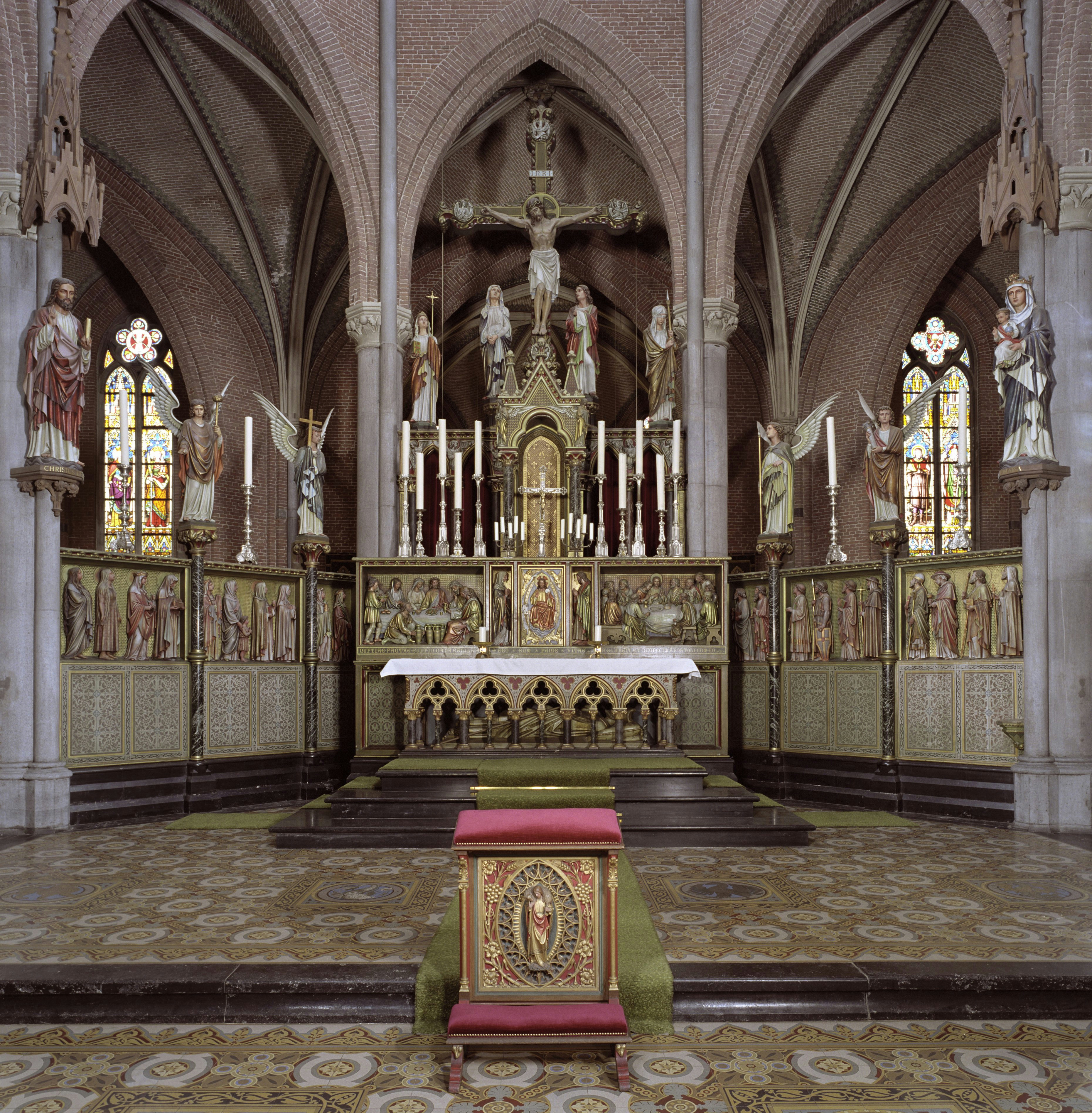
Iglesia de San Lambert en Veghel
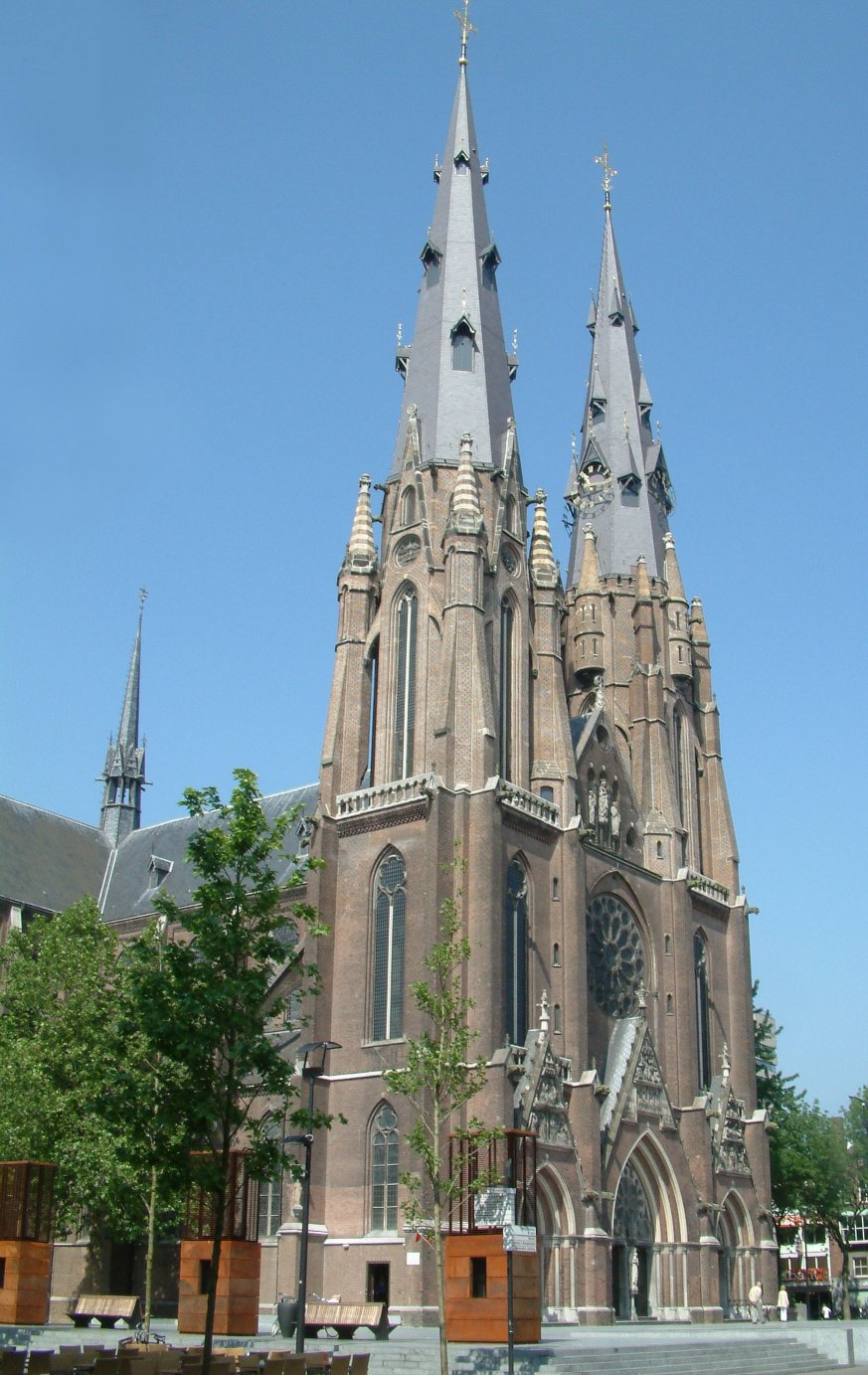
Iglesia de Santa Catalina en Eindhoven
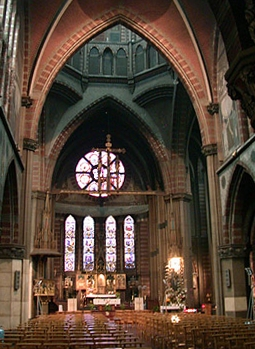
Monasterio de San Antonio de Padua (Bruselas), (Bélgica)
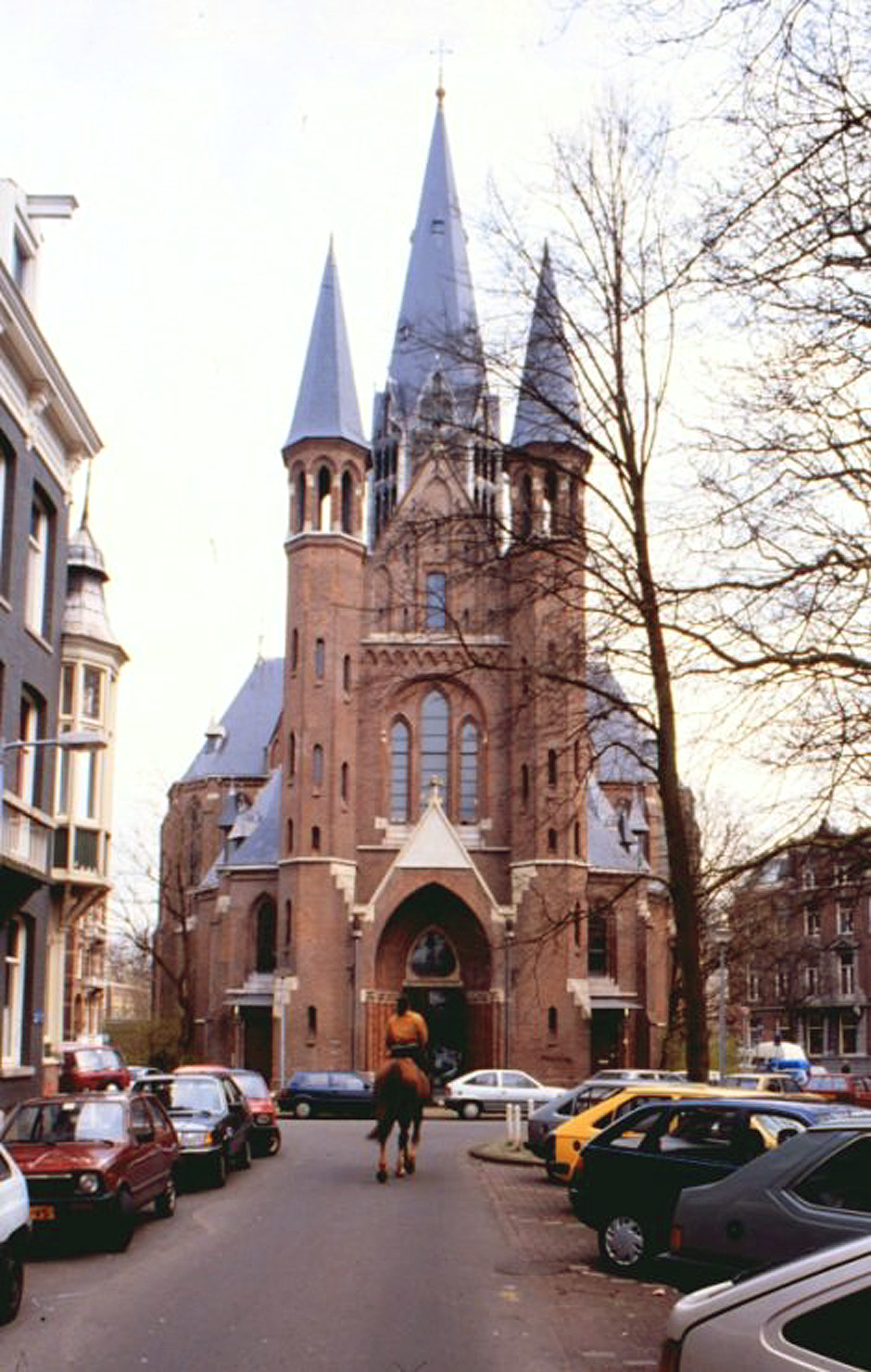
Vondelkerk, Amsterdam (1870-1880)
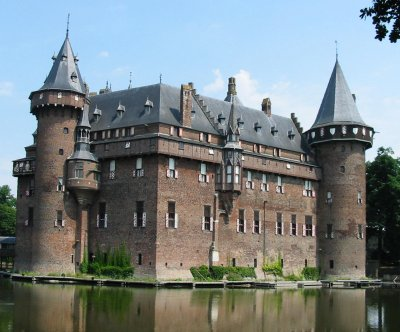
Castillo de Haar, Haarzuilens
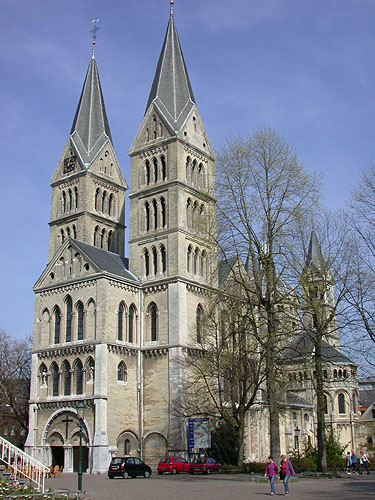
Iglesia de Munster, Roermond
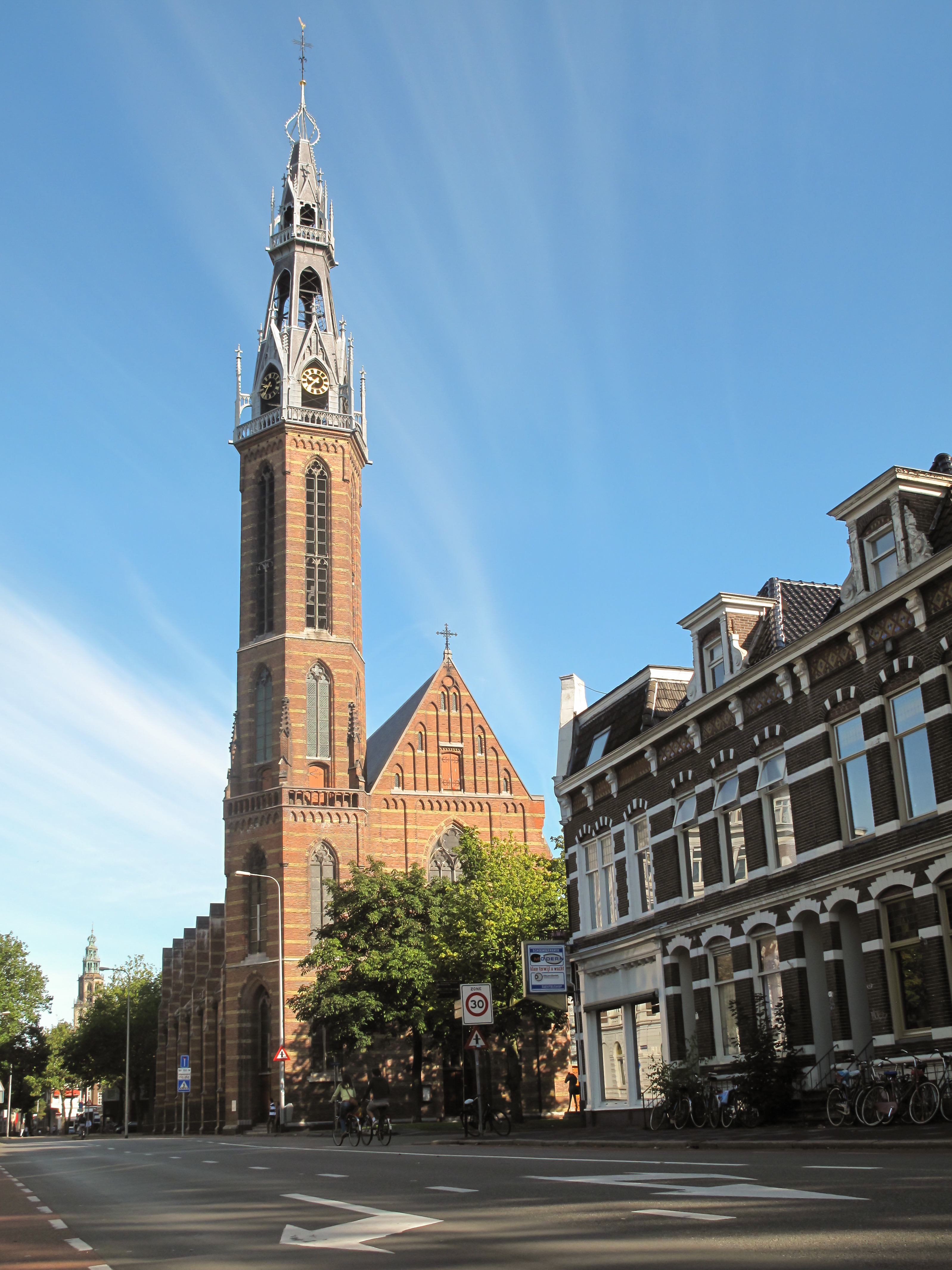
Catedral de San José, Groninga (1885-1887)
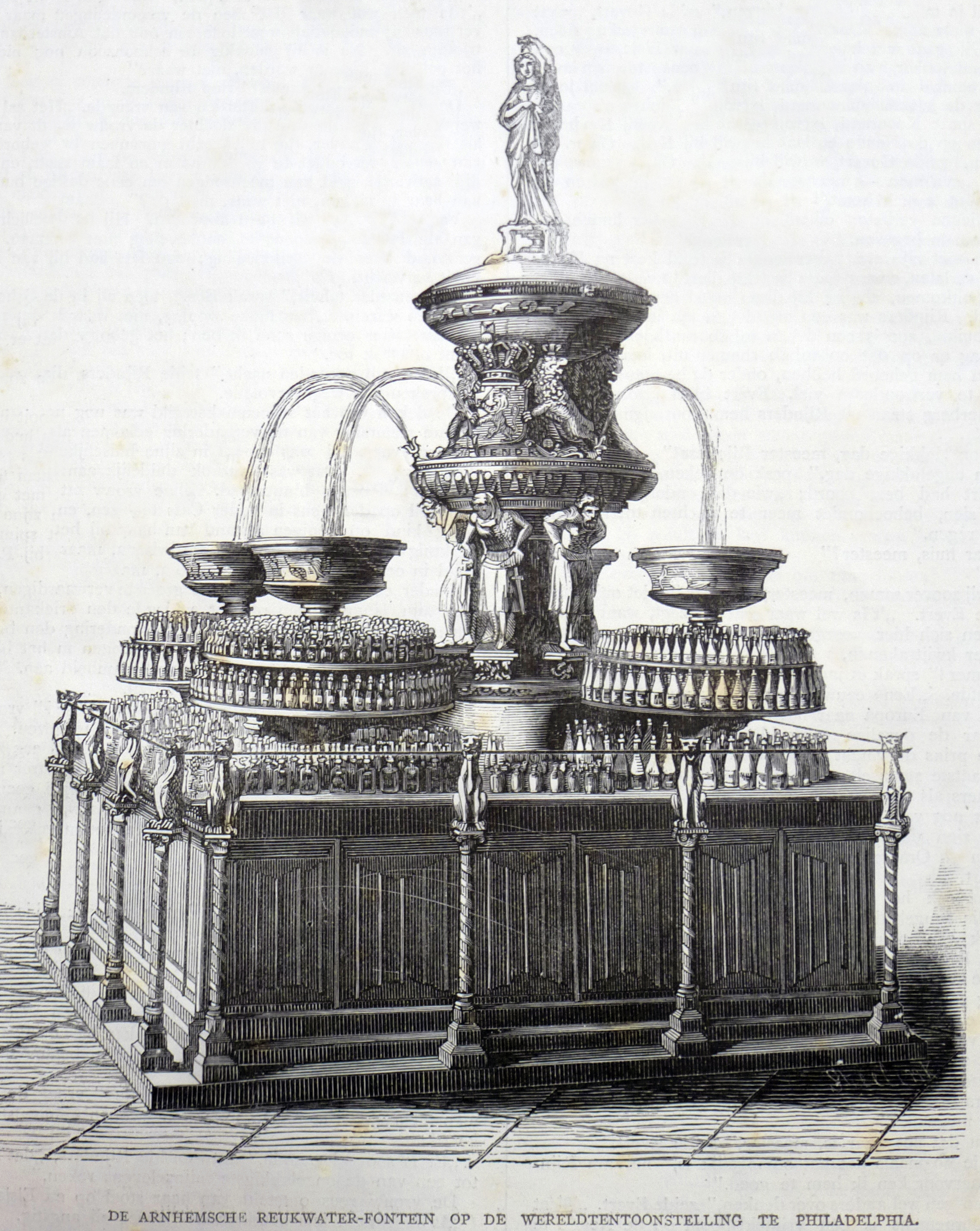
Fuente de perfume para la contribución holandesa a la  Centennial Exposition en 1876